# Carlos Moreira de Abreu
Carlos Moreira de Abreu (Rio de Janeiro, 7 de janeiro de 1848 — Blumenau, 26 de julho de 1923) foi um político brasileiro.

## Vida
Filho de Antônio José de Abreu Guimarães e de Umbelina Maria de Abreu. Casou com Geminiana Bueno de Faria Abreu.

## Carreira
Foi deputado à Assembleia Legislativa de Santa Catarina na 10ª legislatura (1919 — 1921) e na 11ª legislatura (1922 — 1924).